# Iwaoa reticulata
Iwaoa reticulata é uma espécie de gastrópode do gênero Iwaoa, pertencente a família Horaiclavidea.
Foi anteriormente incluído na família Clavatulidae.